# Raymond Attané
Le capitaine de frégate Raymond Attané, né le 6 octobre 1906 à Toulon, où il est mort le 7 juin 1978, était un officier de marine français.